# Stichopogon nartshukae
Stichopogon nartshukae là một loài ruồi trong họ Asilidae. Stichopogon nartshukae được Lehr miêu tả năm 1975. Loài này phân bố ở vùng Cổ Bắc giới.